# Ołeksij Kuczerenko
Ołeksij Jurijowycz Kuczerenko, ukr. Олексій Юрійович Кучеренко (ur. 3 kwietnia 1961 w Winnicy) – ukraiński przedsiębiorca i polityk, z wykształcenia cybernetyk, deputowany, minister.

## Życiorys
Absolwent Uniwersytetu Kijowskiego. W latach 90. zajął się działalnością w biznesie, został wiceprezydentem Ukraińskiego Związku Przemysłowców i Przedsiębiorców. W latach 1998–2002 zasiadał w Radzie Najwyższej III kadencji. Od 2000 do 2001 był gubernatorem obwodu zaporoskiego. W 2004 stanął na czele jednej z regionalnych federacji pracodawców. Działał w Ukraińskiej Partii „Jedność” Ołeksandra Omelczenki. W 2005 przystąpił do Ludowego Związku „Nasza Ukraina”. W tym samym roku przez kilka miesięcy kierował jednym z urzędów centralnych.
W 2006 i 2007 uzyskiwał mandat deputowanego odpowiednio z ramienia Bloku Nasza Ukraina i NU-Ludowa Samoobrona. W grudniu 2007 zrezygnował z funkcji posła, obejmując stanowisko ministra gospodarki komunalnej i mieszkaniowej w rządzie Julii Tymoszenko. Zajmował je do marca 2010. W 2014 dołączył do Bloku Petra Poroszenki.
W 2019 powrócił do ukraińskiego parlamentu z listy Batkiwszczyny.